# Palmarès del São Paulo Futebol Clube
Il São Paulo Futebol Clube, noto anche come São Paulo FC e in Italia come San Paolo, è una società calcistica con sede nell'omonima città brasiliana.
Il palmarès del club include tre titoli di Campione del Mondo (due Coppe Intercontinentali, ultima squadra a vincere il trofeo per due volte consecutive, e un Mondiale per club), tre Coppe Libertadores, una Copa Sudamericana, una Copa Conmebol e due Recope Sudamericane. La società vanta il primato di successi in Coppa Libertadores tra i club brasiliani, essendo la prima squadra di tale paese per titoli vinti (tre: 1992, 1993, 2005), record condiviso con il Santos, e per finali giocate (sei: 1974, 1992, 1993, 1994, 2005, 2006), con una presenza di pubblico in coppa paragonabile a quella in campionato.

## Competizioni nazionali
- Campionato brasiliano: 6

1977, 1986, 1991, 2006, 2007, 2008
- Coppa del Brasile: 1

2023
- Supercoppa del Brasile: 1

2024

## Competizioni statali
- Campionato paulista: 22

1931, 1943, 1945, 1946, 1948, 1949, 1953, 1957, 1970, 1971, 1975, 1980, 1981, 1985, 1987, 1989, 1991, 1992, 1998, 2000, 2005, 2021
- Supercampeonato Paulista: 1 (record)

2002

## Competizioni interstatali
- Torneo di Rio-San Paolo: 1

2001

## Competizioni internazionali
- Coppa del mondo per club: 1

2005
- Coppa Intercontinentale: 2  (record brasiliano a pari merito con il Santos)

1992, 1993
- Coppa Libertadores: 3  (record brasiliano a pari merito con Santos e Grêmio)

1992, 1993, 2005
- Copa Sudamericana: 1  (record brasiliano a pari merito con Internacional, Chapecoense e Atletico Paranaense)

2012
- Coppa CONMEBOL: 1

1994
- Recopa Sudamericana: 2  (record brasiliano)

1993, 1994
- Supercoppa Sudamericana: 1

1993
- Coppa Master di Coppa CONMEBOL: 1 (record)

1996

## Competizioni giovanili
- Copa São Paulo de Futebol Júnior: 5

1993, 2000, 2010, 2019, 2025
- Coppa Libertadores Under-20: 1

2016
- Blue Stars/FIFA Youth Cup: 2

1999, 2000
- Torneo Internazionale Città di Gradisca - Trofeo Nereo Rocco: 1

1998
- Taça Belo Horizonte de Juniores: 4

1987, 1997, 2016, 2017
- Copa do Brasil Sub-20: 3

2015, 2016, 2018
- Supercopa do Brasil Sub-20: 1

2018
- Copa do Brasil Sub-17: 2

2013, 2020
- Supercopa do Brasil Sub-17: 1

2020

## Competizioni amichevoli
- Eusébio Cup: 1

2013

## Altri piazzamenti
- Campionato brasiliano:

Secondo posto: 1971, 1973, 1981, 1989, 1990, 2014
Terzo posto: 2003, 2004, 2009
- Coppa del Brasile:

Finalista: 2000
Semifinalista: 2002, 2012, 2015, 2020, 2022
- Copa dos Campeões:

Finalista: 2001
Semifinalista: 2000
- Campionato paulista:

Secondo posto/Finalista: 1930, 1932, 1933, 1934, 1935, 1938, 1941, 1944, 1950, 1952, 1956, 1958, 1963, 1967, 1972, 1978, 1982, 1983, 1994, 1996, 1997, 2003, 2006, 2019
Terzo posto: 1942, 1955, 1959, 1961, 1962, 1969, 1975, 1984
Semifinalista: 1999, 2007, 2008, 2009, 2011, 2012, 2013, 2017, 2018
- Torneo Rio-San Paolo:

Secondo posto: 1933, 1962, 1998, 2002
Terzo posto: 1953, 1965
- Coppa Libertadores:

Finalista: 1974, 1994, 2006
Semifinalista: 1972, 2004, 2010, 2016
- Coppa Sudamericana:

Finalista: 2022
Semifinalista: 2003, 2013, 2014
- Recopa Sudamericana:

Finalista: 2006, 2013
- Supercoppa Sudamericana:

Finalista: 1997
Semifinalista: 1994
- Copa de Oro:

Finalista: 1995, 1996
Semifinalista: 1993
- Coppa Suruga Bank:

Finalista: 2013
- Torneio Octogonal Rivadavia Corrêa Meyer:

Finalista: 1953